# منظمة المملكة المتحدة للمراقبة والإنذار
منظمة المملكة المتحدة للمراقبة والإنذار، هي منظمة مدنية بريطانية تعمل على تزويد السلطات العسكرية والمدنية في المملكة المتحدة ببيانات عن الانفجارات النووية والتنبؤات المتعلقة بسقوط الغبار الذري في جميع أنحاء البلاد في حال حدوث حرب نووية.
أُسست منظمة المملكة المتحدة في عام 1957 بتمويل من قبل وزارة الداخلية واستخدمت مبانيها الخاصة التي كان يعمل فيها فيلق المراقبة الملكية بشكل أساسي، وقد كان عملًا رسميًا بدوام كامل للعاملين المتطوعين في الميدان. أُدير فيلق المراقبة الملكية من قبل وزارة الدفاع بتمويل رئيسي من قبل وزارة الداخلية. تُعتبر أزمة الصواريخ الكوبية التي حصلت في أكتوبر عام 1962 هي الفترة الوحيدة التي كانت فيها المنظمات مجتمعة في حالة تأهب قصوى خلال الحرب الباردة. أُنهيت المنظمة وحُلّت في نوفمبر 1992 بعد مراجعة حث عليها تقرير «خيارات التغيير».
كان شعار السلاح هو قرنا صيد كلاسيكيان يعبُران بعضهما البعض وموجهان للأعلى مع الشعار المقتبس «صوت جهاز إنذار»؛ الذي استُخدم كعنوان في آخر فيلمين إعلاميين معاصرين (سُمي في وقت سابق «حفرة في الأرض»). يُعتبر أعضاء منظمة المملكة المتحدة للمراقبة والإنذار مؤهلين للحصول على ميدالية الدفاع المدني لخمسة عشر عامًا من الخدمة المتواصلة، مع شريط لكل اثنتي عشرة سنة لاحقة.

## المهمة
كان لمنظمة المملكة المتحدة للمراقبة والإنذار خمس وظائف رئيسية في حالة الحرب النووية، وهي:
1. تحذير الشعب من أي هجوم جوي.
2. التأكيد على حدوث الضربة النووية.
3. تحذير الشعب من نهج تساقط الغبار المُشع.
4. تزويد السلطات المدنية والعسكرية في المملكة المتحدة ودول الناتو المجاورة بتفاصيل عن الانفجارات النووية؛ وتقييم علمي لمسار وشدة التساقط.
5. توفير خدمة الأرصاد الجوية بعد الهجوم.

## التنظيم التشغيلي

### الموظفون المحترفون بدوام كامل
يقع المقر الرئيسي لمنظمة المملكة المتحدة للمراقبة والإنذار في مبنى باراكس المُعدّل في كاولي باراكس في كاولي، أوكسفوردشاير، وكان يرأسه مدير ونائب المدير وعدد صغير من الموظفين الإداريين؛ وهم خمسة مراقبي قطاعات محترفين وخمسة مساعدي مراقبي القطاعات كان لديهم خمس مواقع مشتركة في مراقبة قطاعات منظمة المملكة المتحدة للمراقبة والإنذار.

### المتطوعون في وقت الفراغ
مُثل كل عنصر من عناصر مجموعة منظمة المملكة المتحدة للمراقبة والإنذار من قبل أعضاء متطوعين ومدربين بشكل خاص. تولى قائد متطوعي منظمة المملكة المتحدة للمراقبة والإنذار قيادة المجموعة كمراقب في حالة الحرب؛ مسؤول عن تقييم المعلومات والبيانات المتعلقة بالانفجار النووي والنتائج التي يقدمها فيلق المراقبة الملكية؛ وهو فريق مكون من عشرة ضباط تحذير أو أكثر برئاسة كبير موظفي الإنذار.
عُيّن أعضاء فريق التحذير من معلمي المدارس الثانوية المحلية العلمية، أو من مهندسين وفنيين تجاريين يملكون خلفية ثقافية وعلمية.

### أثناء العمليات
وُزّعت التحذيرات على الفور في جميع أنحاء البلاد بواسطة نظام التحذير الإذاعي عبر 250 نقطة مراقبة ناقلة تقع في مقر الشرطة الرئيسي و17000 جهاز استقبال من نوع دبليو بي 400 (ولاحقًا دبليو بي 400) موزعة في مقر القوات المسلحة والمستشفيات ومكاتب البريد ومواقع فيلق المراقبة الملكية والمنازل الخاصة في المناطق الريفية النائية، إذ حلت صفارات الإنذار اليدوية مكان صفارات الإنذار التي تعمل بالطاقة الموجودة في المدن الحضرية.

### التدريب المتخصص
أُجريت تمارين بوستكس البسيطة والمحدودة أربع مرات في العام على أساس التوقف لثلاث ليالي في الأسبوع؛ من الإثنين إلى الأربعاء، وأُمنت مواد محاكاة واقعية لتحاكي حالة هجوم نووي حقيقي.

### التحديث
أُنجز مقدار كبير من العمل في منتصف الثمانينيات من أجل تحديث منظمة المملكة المتحدة للمراقبة والإنذار، وزُوّد فيلق المراقبة الملكية بمعدات كشف حديثة وأجهزة كشف احتياطية في قطاع معين أو لمجموعات المراقبة المخصصة للكشف عن الأسلحة الذرية وتقدير نتائجها.
رُكبت أجهزة الإنذار المحدثة في معظم المباني الحكومية والمستودعات النووية ومقرات القوات المسلحة والشرطة ومحطات الإطفاء والمنازل الخاصة في المناطق النائية، واستُخدمت مراكز الشرطة الرئيسية كنقاط مراقبة للمناطق التي توجد فيها صفارات الإنذار الحديثة التي تعمل بالطاقة.
تشغل الشرطة صفارات الإنذار عند تلقي تحذير من خلال جهاز التحكم عن بعد، ولا تُشغل إشارة تحذير الناقل صفارات الإنذار بشكل تلقائي (استُخدم عدد قليل منها في الحرب العملية الثانية).
ما تزال العديد من صفارات الإنذار تعمل في المناطق الساحلية، ولكنها الآن تُستخدم من أجل التحذير من الفيضانات في حالات الطوارئ.

### تحذيرات الغارات الجوية
نشأت تحذيرات الغارات الجوية على الصواريخ البالستية في المملكة المتحدة من خلال نظام الإنذار المبكر المشترك للصواريخ البالستية بين المملكة المتحدة والولايات المتحدة الأمريكية في إنجلترا.

### الأجهزة
«الكشف عن الأسلحة الذرية وتقدير نتائجها»، المعروف أيضًا باسم «أودري»؛ وهو عبارة عن جهاز آلي مكتبي، يوجد في مقرات منظمة المملكة المتحدة للمراقبة والإنذار، وهو يكشف عن الانفجارات النووية ويقدر حجمها بالميغا طن. صممت مؤسسة الأسلحة الذرية في ألدرمستون جهاز أودري واختبرته من ناحية الدقة والأداء في انفجار نووي حقيقي (اختبار القنبلة النووية) عام 1957 في كيريتيماس.
يتكون «مؤشر طاقة القنبلة»، أو ما يُسمى «بي بّي آي»، من مقياس الضغط مع قرص لتسجيل موجة الضغط الحاصلة في مركز الانفجار النووي. يشير هذا الضغط إلى قوة الانفجار عندما يتعلق الأمر ببعد الانفجار عن المركز. سُبقت التقارير التي تلت القراءة على مؤشر طاقة القنبلة بكلمة المرور «Tocsin» أي «ناقوس الخطر».
يتكون «مؤشر الصفر الأرضي»، أو «جي زد آي» أو الصورة الظلية، من أربع كاميرات أساسية تتوضع عدستها بشكل أفقي مضبوط بواسطة البوصلة داخل أسطوانة معدنية، تحتوي كل كاميرا ورقًا حساسًا للضوء تُطبع عليه خطوط المعايرة الأفقية والشاقولية. يُعتبر ارتفاع الانفجار هامًا بسبب تساقط الغبار الذري الناتج عنه. سُبقت التقارير التي تلت القراءة على «جي زد آي» بكلمة المرور «Nuclear Burst» أي «انفجار نووي».

## وسام الدفاع المدني
تأسست ميدالية الدفاع المدني في مارس 1961، ومُنحت لخمسة عشر عامًا من الخدمة في مجموعة متنوعة من المنظمات المختلفة، بما في ذلك خدمات الإطفاء المعاونة والخدمات الاحتياطية في المستشفيات الوطنية وفيلق الدفاع المدني ومنظمة المراقبة والإنذار في المملكة المتحدة.

## الحل
توقف تدريب منظمة المراقبة والإنذار في المملكة المتحدة بشكل فعال في صيف عام 1991 بعد إعلان وزير الداخلية التنحي عن منصبه. أشارت الحكومة، بعد حل منظمة المراقبة والإنذار في المملكة المتحدة وإيقاف فيلق المراقبة الملكية، إلى «التطورات المستقبلية المحتملة والتحسينات في الانفجار النووي الآلي والكشف عن نتائج الانفجارات النووية باستخدام أجهزة الاستشعار عن بعد»، ولكنه يبقى من غير المحتمل تطوير أو تركيب نظام من هذا القبيل.
نُقل الدفاع النووي المدني في عام 1992 إلى السلطات المحلية كمسؤولية إضافية إلى مسؤولياتها المعتادة في التخطيط لحالات الطوارئ وتحت إشراف الأمانة العامة لحالات الطوارئ المدنية التابعة للحكومة، ولكن نظام إنذار الغارات الجوية رباعي الدقائق لم يعد يعمل.